# William Leach (officier de l'Armée canadienne)
William Charles Leach, né le 6 novembre 1942 et décédé le 1er avril 2015, était un officier de l'Armée canadienne. Il a été le chef d'état-major de l'Armée de terre de 1997 à 2000 et a atteint le grade de lieutenant-général.

## Biographie
William Leach est né le 6 novembre 1942 à Sarnia en Ontario. Il a été diplômé du Collège militaire royal du Canada avec un baccalauréat en sciences économiques en 1965. Par la même occasion, il a reçu sa commission d'officier. Il a commandé un bataillon de logistique. À partir de 1977, il a occupé différentes positions administratives au Quartier général de la Défense nationale à Ottawa.
En 1995, il a été nommé commandant adjoint du Commandement de la Force terrestre et, en 1997, en devint le chef d'état-major jusqu'en 2000.
En 2000, il est devenu le vice-président des opérations chez Honeywel Canada Logistic Services. En 2005, il devint le vice-président de Mincom Defence (en). Il a été le président du conseil d'administration du Musée canadien de l'histoire ainsi qu'un membre du conseil d'administration du Royal Ottawa Mental Health Centre. Il a siégé sur le comité exécutif du Military Families Fund et a été le colonel commandant de la branche logistique des Forces armées canadiennes. Il est mort le 1er avril 2015 à Ottawa.

## Annexe